# Seznam znamk traktorjev

## A
- Advance-Rumely (ZDA)
- Aebi (Švica)
- Aktivist (NDR/Nemčija)
- AGCO Allis
- AGRAR TEC (Nemčija)
- Agria (Nemčija)
- Agrifull (Italija)
- AGT (Slovenija)
- Allgaier (Nemčija)
- Allis-Chalmers (ZDA)
- Alpenland (Nemčija)
- Anker (Nemčija)
- Antonio Carraro (Italija)
- Aultman-Taylor (ZDA)
- Austin (Francija)
- Avery (Združeno kraljestvo)

## B
- Babiole (Francija)
- Bachmann (Nemčija)
- Barreiros (Španija)
- Basak (Turčija)
- BATE (Belorusija)
- Bautz (Nemčija)
- Bayrische Traktoren- und Fahrzeugbau GmbH (Nemčija)
- Belarus (Belorusija)
- Benz (Nemčija)
- Bergmeister (Nemčija)
- Big Bud (ZDA)
- Bischoff (Nemčija)
- Blank (Nemčija)
- BMC (Združeno kraljestvo)
- Boehringer (Nemčija, (Unimog))
- Bori (Slovenija)
- Bolinder-Munktell (Švedska)
- Borsig (Nemčija)
- Branson (Južna Koreja)
- Bristol (Združeno kraljestvo)
- British Leyland Motor Corporation (Združeno kraljestvo)
- Brons (Nizozemska)
- Bucher (Švica)
- Bühler (Kanada)
- Bührer (Švica)
- Bukh (Danska)
- Bungartz (Nemčija)
- Büssing (Nemčija)

## C
- Carraro (Italija)
- Case Corporation (ZDA)
- Case IH (ZDA)
- Caterpillar (ZDA)
- Centenario (Argentina)
- Cerva (Nemčija)
- Challenger (ZDA)
- Chamberlain (Avstralija)
- Citroën (Francija)
- Claas (Nemčija)
- Claeys (Belgia)
- Clayton & Shuttleworth (Združeno kraljestvo)
- Cletrac (ZDA)
- Cockshutt (Kanada)
- Continental (Francija)
- CO-OP (ZDA)

## D
- David Brown (Združeno kraljestvo)
- DeLMA (Nemčija)
- Demmler (Nemčija)
- Deuliewag (Nemčija)
- Deutz (Nemčija)
- Deutz-Allis (ZDA)
- Deutz-Fahr (Nemčija)
- Dexheimer (Nemčija)
- Doppstadt (Nemčija)
- Drexler (Avstrija)
- Dutra (Madžarska)

## E
- Eagle (ZDA)
- Eberhardt (Nemčija)
- Ebro (Spanija)
- Eco (Francija)
- Eicher (Nemčija)
- Energic (Francija)
- Ensinger (Nemčija)
- Emerson-Brantingham (ZDA)
- Epple-Buxbaum (Avstrija)
- Escorts (Indija)
- Eugra (Nemčija)

## F
- Fahr (Nemčija, glej tudi Deutz-Fahr)
- Famo (Nemčija)
- Famulus (NDR/Nemčija; dodatno ime RS14)
- Farmall (USA, ena znamka od IHC)
- Farmtec
- Fendt (Nemčija)
- Ferguson (Združeno kraljestvo)
- Ferrari (Italija)
- Fiat (Italija)
- Fiat-Agri (Italija)
- Ford (ZDA)
- Fordson (ZDA, Združeno kraljestvo)
- Fortschritt (NDR/Nemčija)
- Fowler (Združeno kraljestvo, John Fowler)
- Frieg (Nemčija)

## G
- Garett
- Garner (Združeno kraljestvo)
- GMW (Švedska)
- Gibson (ZDA)
- Goldoni (Italija)
- Graham-Bradley (ZDA)
- Gray (ZDA)
- Güldner (Nemčija)
- Gutbrod (Nemčija)
- Gutter(Nemčija)

## H
- Hagedorn (Nemčija)
- Hako (Nemčija)
- Hanno (Nemčija)
- Hanomag (Nemčija)
- Happy Farmer (ZDA)
- Hansa-Lloyd (Nemčija)
- Hart-Parr (ZDA)
- Hasenzahl (Nemčija)
- Hatz (Nemčija)
- HAWA (Nemčija)
- HELA (Nemčija)
- Hieble (Nemčija)
- Hittner (Hrvaška)
- Hinomoto (Japonska)
- Holder (Nemčija)
- Horsch (Nemčija)
- Hough (ZDA)
- HSCS (Madžarska)
- Huber (ZDA)
- Hummel (Nemčija)
- Hunger (Nemčija)
- Hürlimann (ustanovljeno v Švici, danes: Italija/Nemčija)

## I
- Impodan (Danska)
- International (Švica)
- IRUS (Nemčija)
- I.A.M.E. (Argentina)
- International Harvester (IHC) (ZDA)
- Iseki (Japonska)
- Ivel (Združeno kraljestvo)
- IFA (NDR/Nemčija)
- IMT (Srbija)

## J
- Jaehne (Nemčija)
- Jinma (Kitajska)
- JCB (Združeno kraljestvo)
- John Deere (ZDA)

## K
- Kämper (Nemčija)
- Keck Gonnermann (ZDA)
- Kelkel (Nemčija)
- Kelly & Lewis (Avstralija)
- Kemna (Nemčija)
- Kioti (Južna Koreja)
- Kirovets (Rusija)
- Kleinland (Nemčija)
- Klose (Nemčija)
- Kögel (Nemčija, München)
- Köpfli (Švica)
- Komnick (Nemčija)
- Kramer (Nemčija)
- Krapp (Nemčija)
- Krieger (Nemčija)
- Krümpel (Nemčija)
- Kubota (Japonska)
- Kulmus (Nemčija)

## L
- Labourier (Francija)
- Leader (ZDA)
- Lamborghini (Italija)
- Landini (Italija)
- Lanz (Nemčija, glej tudi Lanz Bulldog)
- Lanz Iberica (Spanija)
- Latil (Francija)
- Lauren (Nemčija)
- Lenar (Kitajska)
- Le Percheron (Francija)
- Leyland (Združeno kraljestvo)
- LHB (Nemčija)
- Lindner (Avstrija)
- Linde (Slovenija)

## M
- Magnatrac (Kitajska)
- Mahindra & Mahindra (Indija)
- MAN (Nemčija)
- Mannesmann-MULAG (Nemčija)
- Manter (Brasilija)
- MAP (Francija)
- Marshall (Združeno kraljestvo)
- Martin (Nemčija)
- Massey Ferguson (Združeno kraljestvo)
- Massey Harris (Kanada)
- MBA (Nemčija)
- McCormick (ZDA)
- McCormic (Združeno kraljestvo)
- Mc Donald (Avstralija)
- Meili (Švica)
- Merk Pullax (Švica)
- Mercedes Benz (Nemčija)
- Metallwerke Creussen (Nemčija)
- MIAG (Nemčija)
- Michelsohn (Nemčija)
- Minneapolis-Moline [MM] (ZDA)
- Minsker Traktorenwerke (Belorusija)
- Mitsubishi (Japonska)
- Montana
- Moorkultur (Nemčija)
- Muir-Hill (Združeno kraljestvo)
- Muli

## N
- New Holland  (ustanovljen 1895, Pennsylvania, ZDA, od 1991 v lasti FIAT-a)
- Niemag (Nemčija)
- Nordtrak (Nemčija)
- Normag (Nemčija)
- Nuffield (Združeno kraljestvo)

## O
- O&K (Nemčija)
- Oliver (ZDA)
- Opel (Nemčija)
- Otto (Nemčija)

## P
- Pampa (Argentina)
- Pasquali (Italija)
- Pekazett (Nemčija)
- Pionier (NDR/Nemčija)
- Platten (Nemčija)
- Platypus (Združeno kraljestvo)
- Podeus (Nemčija)
- Pöhl (Nemčija)
- Porsche (Nemčija)
- Powertrac
- Primus (Nemčija)
- Pronar (Polska)

## R
- Ransomes (Združeno kraljestvo)
- Rathgeber (Nemčija)
- Reformwerke Wels (Avstrija)
- Renault (Francija)
- Rip (Francija)
- Ritscher (Nemčija)
- Rock Island/Heider (ZDA)
- Röhr (Nemčija)
- RMW (Nemčija)
- Ruhrstahl (Nemčija)
- Rumely (ZDA)
- Rushton (Združeno kraljestvo)

## S
- Same (Italija)
- Samson (ZDA)
- Saunderson (Združeno kraljestvo)
- Satoh (Japonska)
- Saywer-Massey (Kanada)
- Sauerburger (Nemčija)
- SCEMIA (Francija)
- Schanzlin (Nemčija)
- Scheuch (Nemčija)
- Schilter (Švica)
- Schlepptor (Nemčija)
- Schlüter (Nemčija)
- Schmiedag (Nemčija)
- Schmotzer (Nemčija)
- Schneider (Nemčija)
- Schottel (Nemčija)
- Sendling (Nemčija)
- SFV (Société Francaise de Materiel Agricole et Industriel de Vierzon) (Francija)
- Shibaura (Japonska)
- Shifeng (Kitajska)
- SIFT (Francija)
- Silver King (ZDA)
- Sisu (Finska)
- SLM (Švica)
- Snapper (ZDA)
- SOMECA (Francija)
- Sonalika (Indija)
- Starke u. Hoffmann (Nemčija)
- Steiger (ZDA)
- Steyr (Avstrija)
- Stihl (Nemčija)
- Stock (Nemčija)
- Stoewer (Nemčija)
- Sülchgau (Nemčija)
- Sulzer (Nemčija)
- Swaraj (Indija)

## Š
- Štore (Slovenija)

## T
- Tafe (Indija)
- Thieman (ZDA, Bausatz-Traktor)
- Titus (Nemčija)
- Torpedo (Jugoslavija)
- Tscheljabinskij Traktornyi Zawod (Rusija)
- Türk Traktör
- Turner (Združeno kraljestvo)
- TYM (Južna Koreja)
- Tomo Vinković (Jugoslavija)

## U
- Unimog (Nemčija)
- URSUS (Polska)
- Ursus (Nemčija)
- Uzina Tractorul Braşov (UTB; Romunija)

## V
- Valmet (Finska)
- Valpadana (Italija)
- Valtra (Finska)
- Vari (Nemčija)
- VEB Traktorenwerk Schönebeck (NDR/Nemčija)
- Vendeuvre (Francija)
- Versatile (ZDA)
- Vevey (Švica)
- Volvo (Švedska)

## W
- Wagner (Nemčija, Kirschau)
- Wahl (Nemčija)
- Wanner (Nemčija)
- Warchalowski (Avstrija)
- Welte (Nemčija)
- Werner Forst- und Industrietechnik (Nemčija)
- Wesseler (Nemčija, Altenberge)
- White (ZDA)
- Wiss (Nemčija)
- Wolf (Nemčija)
- Wolgograd (Rusija)
- Wotrak (Nemčija)
- Wuzheng (Kitajska)

## Y
- Yanmar (Japonska)
- Yagmur (Turčija)
- YTO (Kitajska)

## Z
- Zanker (Nemčija)
- Zetor (Češkoslovaška)
- Zettelmeyer (Nemčija)